# Deutsche Börse
Deutsche Börse AG, изписвана и като Deutsche Boerse, е германска компания, пазарен организатор за търгуването на акции и ценни книжа на една най-големите борси в Европа. Централният офис се намира във Франкфурт на Майн.
Компанията управлява Франкфуртската фондова борса, притежава рейтинговата компания Clearstream.
През февруари 2016 г. е обявено, че е постигнато споразумение за сливането на Deutsche Börse с Лондонската фондова борса (London Stock Exchange, LSE). Двете компании обявяват, че това ще е „сливане между равни“. След сливането акционерите от LSE ще притежават 45,6% от акциите на новата компания, а останалите 54,4% ще са собственост на Deutsche Börse. В резултат на сливането двете компании очакват икономии на разходи от 450 милиона евро годишно, което представлява около 20% от текущите общи разходи на двете компании.